# Pinus culminicola
Pinus culminicola ist eine Pflanzenart aus der Gattung der Kiefern (Pinus) innerhalb der Familie der Kieferngewächse (Pinaceae). Sie gedeiht nur in zwei mexikanischen Bundesstaaten in mehreren Gipfelregionen. Sie wird in der Roten Liste der IUCN als „stark gefährdet“ eingestuft.

## Beschreibung

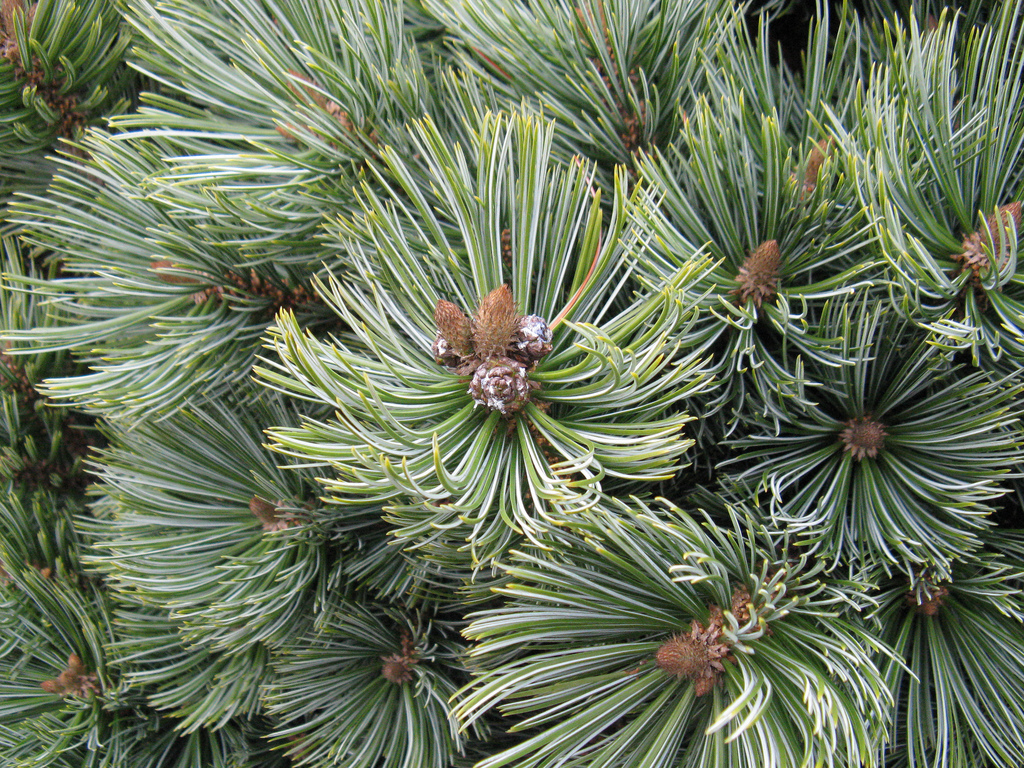
Zweig mit Nadeln und Knospen

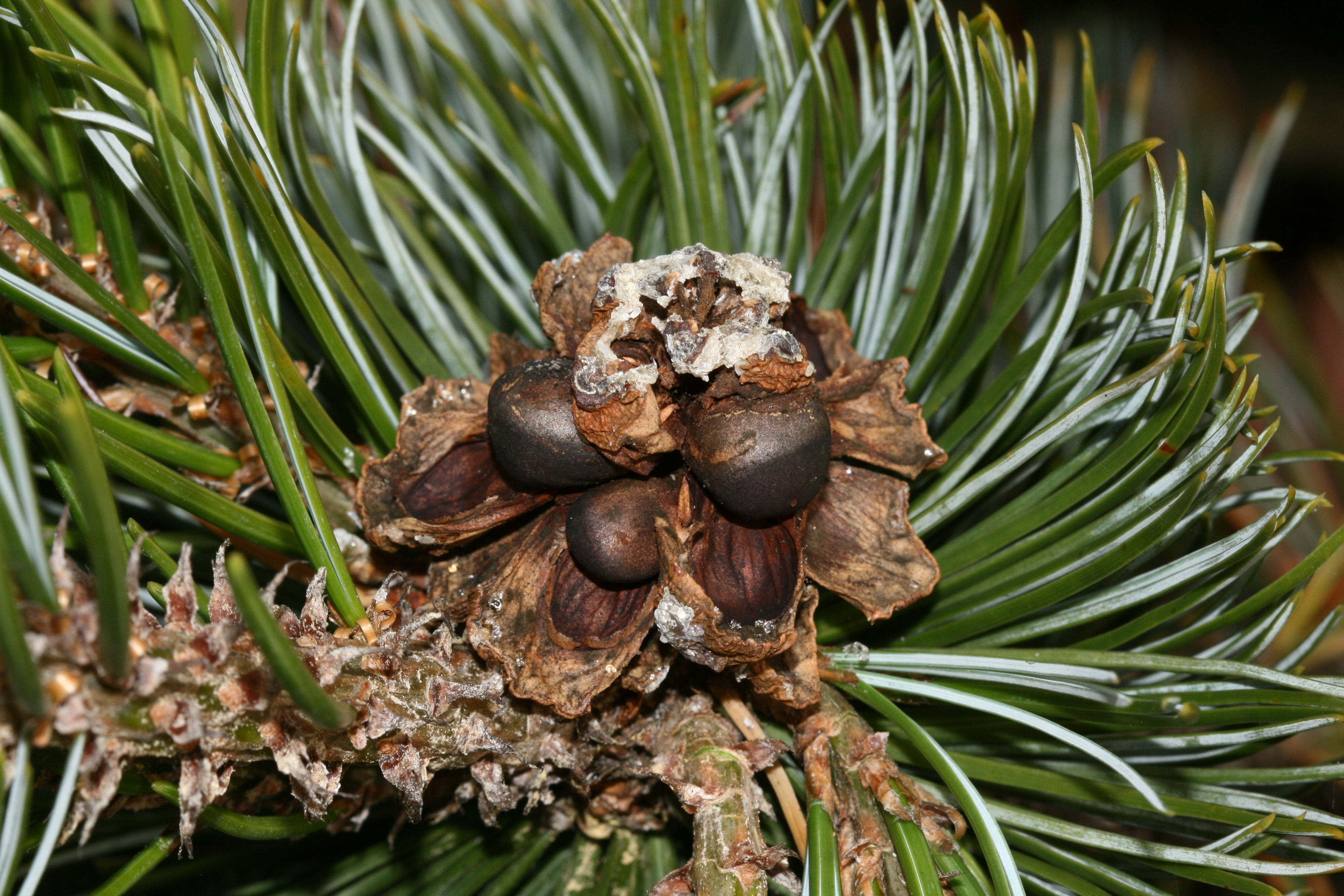
Zapfen und Samen

### Erscheinungsbild
Pinus culminicola wächst als immergrüner Strauch und erreicht Wuchshöhen von 1 bis 5 Metern. Die Stämme erreichen Durchmesser von 15 bis 25 Zentimetern. Die Borke ist anfangs graubraun, bald durch Witterungseinfluss grau, dünn, schuppig und blättert in kleinen, unregelmäßig geformten Platten ab. Die Hauptäste wachsen häufig niederliegend bis aufsteigend, Nebenäste aufsteigend bis aufrecht. Junge Triebe sind kurz, dick, unbehaart, anfangs hellbraun und später grau.

### Knospen und Nadeln
Die Schuppenblätter sind anfangs hellbraun und färben sich durch den Witterungseinfluss schwärzlich grau. Sie sind klein, schmal dreieckig bis pfriemlich, mit geschwänzter Spitze und unregelmäßig gezacktem Blattrand. Die vegetativen Knospen sind leicht harzig und breit eiförmig. Endständige Knospen sind 6 bis 10 Millimeter lang, seitständige etwas kürzer.
Die Nadeln wachsen meist zu fünft, sehr selten zu viert oder zu sechst in einer anfangs 6 bis 8 Millimeter langen, strohfarbenen bis grauen Nadelscheide, deren Schuppen sich später trennen und zurückbiegen und so eine Rosette an der Basis des Nadelbündels bilden. Die Rosette bleibt längere Zeit erhalten, fällt jedoch vor den Nadeln ab. Die Nadeln stehen aufrecht bis aufsteigend. Sie sind gebogen, steif, 3 bis 5 Zentimeter lang und 0,9 bis 1,3 Millimeter breit. Sie sind ganzrandig oder haben einen eng gesägten Rand. Das Nadelende ist stumpf. Die Nadeln sind graugrün und adaxial weißlich oder glauk. Nur die adaxialen Seiten zeigen jeweils vier bis fünf Spaltöffnungslinien. Es werden zwei Harzkanäle gebildet. Die Nadeln bleiben zwei bis drei Jahre am Baum.

### Zapfen und Samen
Die Pollenzapfen sind anfangs gelblich und später gelblich braun und bei einer Länge von 5 bis 8 Millimetern eiförmig-länglich.
Die Samenzapfen wachsen nahe den Enden der Zweige, einzeln oder paarweise auf kurzen, kräftigen Stielen, die mit pfriemlichen, geschwänzten Niederblättern bedeckt sind. Ausgewachsene Zapfen sind geschlossenen beinahe rund, geöffnet sind sie 3 bis 4,5 Zentimeter lang mit Durchmessern von 3 bis 5 Zentimetern und haben eine abgeflachte Basis. Es werden meist 20 bis 30 selten bis 40 Samenschuppen gebildet. Nahe der Basis stehen unfruchtbare Schuppen, die sich nur wenig öffnen, die fruchtbaren Schuppen öffnen sich weit. Sie sind unregelmäßig geformt, häufig gebogen, dünn und haben ein oder zwei tiefe, becherförmige Einbuchtungen, welche die Samen enthalten. Die Apophyse ist leicht erhöht, im Umriss rhombisch bis fünfeckig, quer gekielt, gelblich braun gefärbt und häufig harzig. Der Umbo liegt dorsal und ist leicht erhöht, im Umriss rhombisch, mit einem kleinen Stachel bewehrt oder unbewehrt.
Die braunen Samen sind bei einer Länge von 5 bis 7 Millimetern sowie einem Durchmesser von 4 bis 5 Millimetern schief verkehrt-eiförmig. Das Integument ist 0,8 bis 1 Millimeter dick. Samenflügel fehlen, wenn sich die Samen von den Samenschuppen gelöst haben.

## Vorkommen und Gefährdung

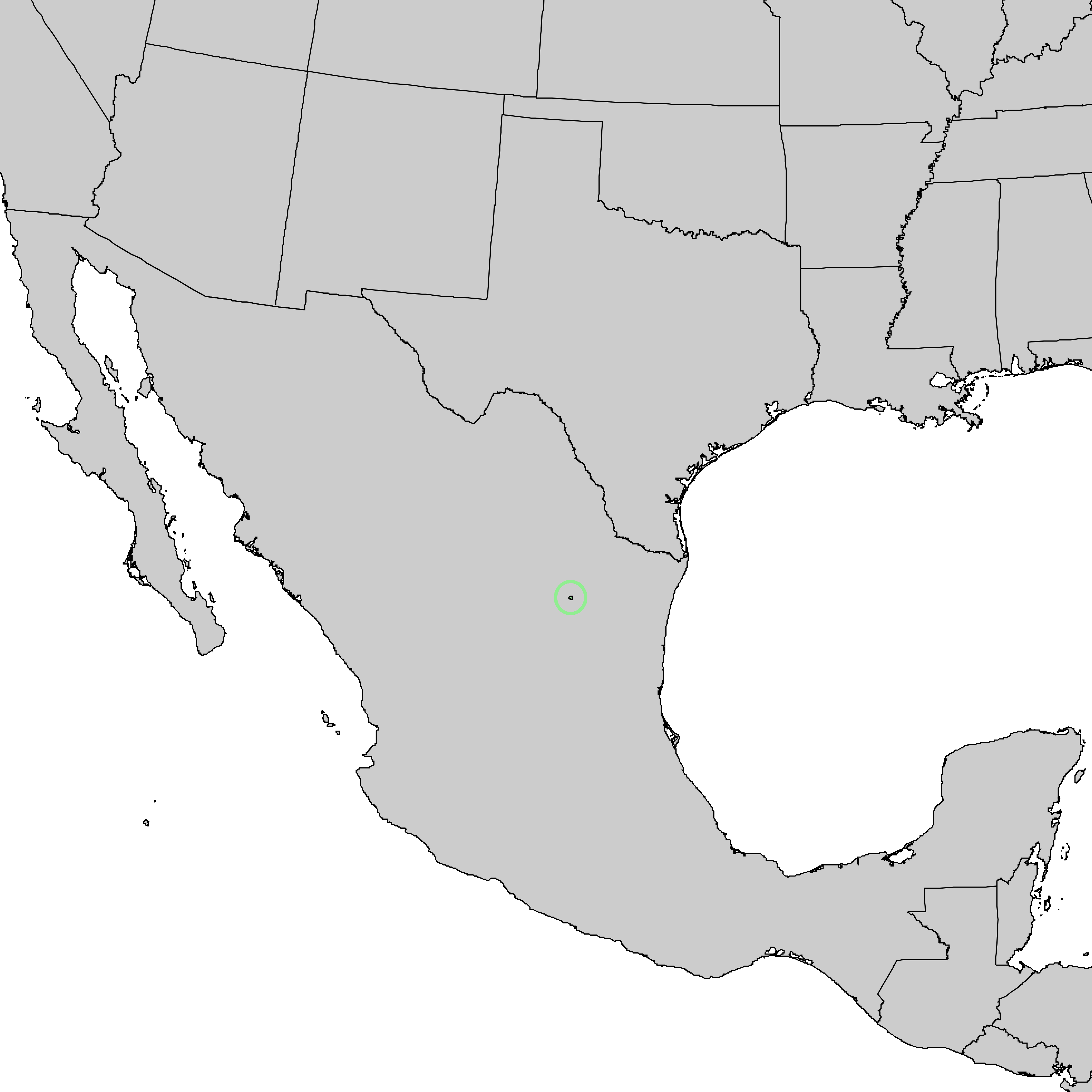
Verbreitungskarte

Das natürliche Verbreitungsgebiet von Pinus culminicola liegt in Mexiko in den Bundesstaaten Coahuila und Nuevo León. Sie wächst in Höhenlagen von 3000 bis 3700 Metern, was die Gipfel der Gebirge mit einschließt. Der Habitus ähnelt dem anderer kleinwüchsiger Kiefern in Bergregionen, wie beispielsweise der Bergkiefer (Pinus mugo) in Europa oder der Zwerg-Kiefer (Pinus pumila) in Asien. Ursache dafür ist die Anpassung an Schnee- und Sandstürmen und kurze Wachstumsperioden. Der Untergrund ist meist felsig und kalkhaltig. Aufgrund fehlender Wetterstationen nahe den Gipfeln ist nur wenig über das Klima bekannt, aber es dürfte reichliche Niederschläge geben, teilweise auch in Form von Schnee. Das Verbreitungsgebiet wird der Winterhärtezone 7 zugerechnet mit mittleren jährlichen Minimaltemperaturen von −17,7 bis −12,3 °Celsius (0 bis 10 °Fahrenheit).
Am Cerro Potosí, dem höchsten Gipfel der Sierra Madre Oriental bildet Pinus culminicola umfangreiche Reinbestände aus nahe beieinander wachsenden Exemplaren. Zerstreut findet man auch Pinus hartwegii, was darauf hinweist, dass in dieser Region in 3700 Metern die Baumgrenze noch nicht erreicht ist. In niedrigeren Lagen in der Sierra La Marta in Coahuila wächst sie zusammen mit verschiedenen Eichenarten (Quercus spec.), Arten der Gattung der Bärentrauben (Arctostaphylos), der Säckelblumen (Ceanothus), der Agaven (Agave) und verschiedenen Gräsern. Die Flora auf dem Cerro La Viega und in der Sierra de Arteaga in Coahuila ist ähnlich, doch gedeihen hier auch Vertreter der Tannen (Abies) und der Douglasien (Pseudotsuga). Am Cerro Potosí werden die Pollen spät im Juli abgegeben, was auf eine kurze Wachstumsperiode hinweist.
In der Roten Liste der IUCN wird Pinus culminicola als „stark gefährdet“ (= „Endangered “) eingestuft. Die Art ist nur von wenigen Gipfelregionen bekannt. Die bekanntesten Bestände befinden sich am Cerro Potosí und überdecken mehrere Quadratkilometer, doch wurden sie durch Brände stark reduziert. Die meisten anderen der neun bis zehn Populationen sind deutlich kleiner, die Gesamtbestände sind stark zerstreut und Exemplare gibt es nur auf den Berggipfeln, nicht in den dazwischen liegenden Tälern. Die größte Bedrohung geht von Bränden in den langen Trockenperioden aus, und Feuer haben bereits Teile der Bestände zerstört. Die Regeneration der Bestände erfolgt nur langsam. Die Feuerhäufigkeit dürfte durch das vermehrte Auftreten von Wanderern und Bergsteigern weiter erhöht werden. Eine weitere Gefahr geht vom Klimawandel aus, da die Art auf eine sehr enge ökologische Nische beschränkt ist. Doch zumindest die Bestände am Cerro Potosí liegen in einem geschützten Nationalpark, und auch die zerstörten Bestände erneuern sich langsam (Stand 2012).

## Systematik und Forschungsgeschichte
Die Erstbeschreibung von Pinus culminicola erfolgte 1961 durch John William Andresen und John Homer Beaman in Journal of the Arnold Arboretum, Volume 42, Seite 438, f. 2–4. Das Artepitheton culminicola stammt aus dem Lateinischen und bedeutet so viel wie „wächst auf dem Gipfel“ und verweist damit auf das Verbreitungsgebiet der Art.
Die Art Pinus culminicola gehört zur Untersektion Cembroides aus der Sektion Parrya in der Untergattung Strobus innerhalb der Gattung Pinus.
Aljos Farjon unterscheidet in seinem Buch A Handbook of the World's Conifers 2010 weder Unterarten noch Varietäten. James E. Eckenwalder beschreibt in Conifers of the World 2009 vier Varietäten, die von Farjon 2010 und Flores-Rentería et al. 2013 anderen Arten zugeordnet werden:
Pinus culminicola var. remota (E.Little) Eckenwalder: Farjon sieht dieses Taxon als eigene Art Pinus remota an. Pinus culminicola var. johannis und Pinus culminicola var. bicolor (E.Little) Eckenwalder wurden 2013 nach phänologischen und genetischen Untersuchungen als Pinus johannis und Pinus discolor auch als eigene Arten eingestuft.

## Verwendung
Pinus culminicola wird nicht wirtschaftlich genutzt, obwohl das Holz möglicherweise lokal als Feuerholz Verwendung findet. Sie könnte als Zierstrauch für Steingärten Bedeutung erlangen. Sträucher im Royal Botanic Garden Edinburgh, die aus Samen gezogen wurden, die von Michael P. Frankis 1991 und später gefunden wurden, gedeihen gut. Trotzdem findet man sie nur selten in Kultur.